# Блошка Полиця
Блошка Полиця (словен. Bloška Polica) — поселення в общині Церкниця, Регіон Нотрансько-крашка, Словенія. Висота над рівнем моря: 682,2 м.